# 暴力団一覧
暴力団一覧（ぼうりょくだんいちらん）は、暴力団の五十音順一覧。代目は除く。
| 目次 | 目次 | 目次 | 目次 | 目次 | 目次 | 目次 | 目次 | 目次 | 目次 | 目次 |
| ---- | ---- | ---- | ---- | ---- | ---- | ---- | ---- | ---- | ---- | ---- |
| あ   | か   | さ   | た   | な   |      | は   | ま   | や   | ら   | わ   |

## あ行
- 六代目山口組 二代目愛桜会
- 七代目会津小鉄会
- 稲川会 相ノ川一家
- 住吉会 幸平一家 青木会
- 住吉会 青田会
- 六代目山口組 浅井組
- 六代目山口組 二代目弘道会 浅丘組
- 六代目山口組 二代目浅川一家
- 浅川会
- 住吉会 浅草高橋組
- 五代目浅野組
- 一和会 浅野組
- 二代目東組
- 姉ヶ崎会
- 六代目山口組 天野組
- 稲川会 七代目三本杉一家 新井総業
- 神戸山口組 二代目宅見組 荒牧組
- 十代目飯島連合会
- 六代目山口組 井奥会
- 池田組
- 稲川会 二代目山川一家 池田組
- 二代目大日本平和会 二代目池田組
- 六代目山口組 三代目石井一家
- 六代目山口組 二代目伊豆組
- 沖縄旭琉会 泉一家
- 六代目山口組 伊勢志摩連合会
- 六代目山口組 二代目倉本組 関東原組 礒貝組
- 稲川会 六代目一ノ瀬一家
- 六代目山口組 七代目一力一家
- 六代目山口組 太田会 一蓮会
- 六代目山口組 二代目一心会
- 稲川会 三代目稲川一家
- 稲川会
- 住吉会 親和会 稲葉七代目
- 六代目山口組 二代目稲葉一家
- 住吉会 稲葉興業会
- 六代目山口組 三代目弘道会 十代目稲葉地一家
- 三代目い聯合
- インターナショナル・シークレット・サービス
- 沖縄旭琉会 上里一家
- 六代目山口組 國粹会 落合会 上杉総業
- 六代目山口組 古川組 上田会
- 六代目山口組 二代目益田組 上田会
- 四代目福博会 五代目梅津会
- 三代目勝浦会 宇山組
- 六代目山口組 二代目宅見組 荒牧組 栄心会
- 稲川会 江戸屋一家
- 六代目山口組 六代目奥州会津角定一家
- 住吉会 住吉一家 奥州山口五代目
- 六代目山口組 二代目大石組
- 大川組
- 道仁会 小林組 大沢組
- 六代目山口組 太田会
- 三代目太田会
- 神戸山口組 太田興業
- 六代目山口組 大西組
- 六代目山口組 三代目大野一家
- 稲川会 大野一家
- 六代目山口組 二代目大原組
- 六代目山口組 二代目大平組
- 住吉会 荻窪初代
- 六代目共政会 沖田組
- 沖縄旭琉会
- 神戸山口組 奥浦組
- 六代目山口組 尾崎組
- 六代目山口組 落合金町連合
- 住吉会 七代目音羽一家
- 稲川会 奥州加藤一家
- 初代鬼龍組

## か行
- 六代目山口組 貝本会
- 三代目勝浦会
- 六代目山口組 勝野組
- 住吉会 幸平一家 加藤連合会
- 極東会 松山連合会 松山一家 二代目金原組
- 六代目山口組 金光会
- 七代目合田一家 可部組
- 六代目山口組 三代目弘道会 十一代目紙谷一家
- 住吉会  西和会 川崎二代目
- 六代目山口組 川下組
- 六代目山口組 四代目山健組 川村会
- 関東関根組
- 六代目山口組 二代目倉本組 関東原組
- 稲川会 木暮一家
- 六代目山口組 貴広会
- 稲川会 木島一家
- 稲川会 岸本一家
- 六代目山口組 岸本組
- 六代目山口組 三代目北岡会
- 九州三重野會
- 九州誠道会
- 五代目共政会
- 三代目俠道会
- 神戸山口組 侠友会
- 住吉会  八代目共和一家
- 六代目山口組 極心連合会
- 極東会
- 六代目山口組 旭導会
- 極東桜井總家連合会
- 三代目旭琉会
- 五代目工藤會
- 神戸山口組 熊本組
- 六代目山口組 四代目倉本組
- 六代目山口組 二代目弘道会 二代目黒岩組
- 三代目山口組 黒澤組
- 稲川会 京浜小金井一家
- 稲川会 京葉七熊一家
- 神戸山口組 兼國会
- 六代目山口組 二代目健心会
- 神戸山口組 五代目山健組 兼生会
- 六代目山口組 源清田会
- 六代目山口組 四代目山健組 玄武会
- 六代目山口組 五代目山健組 七代目健竜会
- 住吉会 親和会 光京家三代目
- 住吉会 向後睦会
- 稲川会 紘城一家
- 二代目倉心会 航誠一心興行
- 六代目山口組 二代目伊豆組 二代目光生会
- 七代目合田一家
- 六代目山口組 三代目弘道会
- 住吉会 十三代目幸平一家
- 神戸山口組
- 六代目山口組 五代目豪友会
- 沖縄旭琉会 二代目功揚一家
- 稲川会 紘龍一家
- 六代目山口組 五代目國粹会
- 神戸山口組 黒誠会
- 六代目山口組 二代目國領屋一家
- 四代目小桜一家
- 六代目山口組 後藤組
- 一和会 北山組 悟道連合会
- 六代目山口組 二代目小西一家
- 住吉会 小林会
- 稲川会 加藤組 小林会
- 六代目山口組 川合組 小林組
- 六代目山口組 三代目小山組
- 神戸山口組 五龍会
- 六代目山口組 二代目近藤組
- 倖想會

## さ行
- 神戸山口組 篠健組
- 住吉会 西海家
- 一和会 坂井組
- 神戸山口組 五代目山健組 酒井組
- 住吉会 幸平一家 堺組
- 十代目酒梅組
- 五代目山口組 坂廣組
- 六代目山口組 六代目佐々木組
- 六代目山口組 二代目佐藤組
- 住吉会 九代目三角一家
- 住吉会 住吉一家 三心会
- 稲川会 七代目三本杉一家
- 沖縄旭琉会 山友一家
- 住吉会 四軒会
- 六代目山口組 二代目地蔵組
- 六代目山口組 柴田会
- 沖縄旭琉会 島袋一家
- 六代目山口組 六代目清水一家
- 住吉会 十条領家
- 稲川会 上州田中一家
- 神戸山口組 二代目宅見組 二代目勝心連合
- 六代目山口組 三代目益田組 昌心会
- 六代目山口組 二代目昭成会
- 極東会 松東連合会
- 六代目山口組 章友会
- 浪川会 村上一家 神闘総業
- 六代目山口組 二代目美尾組 二代目陣内組
- 六代目山口組 心腹会
- 住吉会 大日本興行 神明大場一家三代目
- 住吉会 二代目真法会
- 一和会 神竜会
- 住吉会 親和会
- 二代目親和会
- 六代目山口組 水心会
- 菅谷組
- 稲川会 杉浦一家
- 六代目山口組 二代目杉組
- 松葉会 助川一家
- 六代目山口組 須藤組
- 神戸山口組 澄田会
- 住吉会 住吉一家
- 住吉一家
- 住吉会
- 四代目諏訪一家住吉会 住吉一家 青心会
- 六代目山口組 三代目弘道会 正道会
- 稲川会 聖裕一家
- 六代目山口組 四代目誠友会
- 六代目山口組 盛力会
- 神戸山口組 五代目山健組 誠竜会
- 住吉会 西和会
- 住吉会 大日本興行 関組
- 六代目山口組 四代目山健組 二代目石湊会
- 六代目山口組 瀬戸一家九代目
- 神戸山口組 侠友会 四代目妹尾組
- 六代目山口組 五代目山健組 妹尾組
- 双愛会
- 六代目山口組 倉心会

## た行
- 太州会
- 六代目山口組 太田会 太藤会
- 六代目山口組 大同会
- 住吉会 大日本興行
- 波谷組 三代目大日本正義団
- 二代目大日本平和会
- 神戸山口組 四代目大門会
- 六代目山口組 二代目倉本組 九代目高木組
- 神戸山口組 五代目山健組 五代目健竜会 誠竜会 高見澤総業
- 六代目山口組 三代目益田組 昌心会 高瀬興業
- 六代目山口組 三代目弘道会 三代目髙山組
- 住吉会 八代目滝野川一家
- 神戸山口組 宅見組
- 任侠山口組 竹内組
- 竹中組
- 六代目山口組 太田会 太政官
- 住吉会 大日本興行 田辺組
- 六代目山口組 三代目弘道会 谷誠会
- 六代目山口組 玉地組
- 六代目山口組 茶谷政一家
- 六代目山口組 三代目弘道会 三代目司興業
- 稲川会 裕統一家 対馬組
- 沖縄旭琉会 二代目辻昌一家
- 神戸山口組 英組 二代目辻本組
- 住吉会 鶴川五代目
- 沖縄旭琉会 二代目照屋一家
- 東声会
- 六代目山口組 三代目弘道会 二代目東海興業
- 道仁会 道志会
- 道仁会
- 神戸山口組 東生会
- 六代目山口組 三代目弘道会 五代目導友会
- 住吉会 圡支田一家
- 住吉会 親和会 栃木二代目
- 沖縄旭琉会 三代目富永一家
- 六代目山口組 二代目美尾組 豊田組

## な行
- 浪川会 永石組
- 住吉会 六代目中里一家
- 六代目山口組 二代目中島組
- 六代目山口組 六代目豪友組 八代目中津川組
- 浪川会 永虎組
- 六代目山口組 二代目中西組
- 中野会
- 神戸山口組 中野組
- 沖縄旭琉会 中之町一家
- 浪川会 中原組
- 稲川会 中村一家
- 住吉会 中村会
- 六代目山口組 中村組
- 沖縄旭琉会 永山一家
- 六代目山口組 五代目國粹会 十三代目生井一家
- 浪川会 浪勝総業
- 浪川会
- 浪川会 浪川総業
- 住吉会 波木六代目
- 沖縄旭琉会 南洲一家
- 住吉会 幸平一家 南波組
- 六代目山口組 二代目難波安組
- 住吉会 西和会 西方四代目
- 住吉会 住吉一家 西和会 錦戸六代目
- 六代目山口組 二代目浅川一家 西村会
- 神戸山口組 二代目西脇組
- 住吉会 沼澤会
- 住吉会 野口会
- 六代目山口組 野崎組
- 住吉会 八代目滝野川一家 大塚地区橋本組 南大塚南秀会

## は行
- 六代目山口組四代目吉川組四代目久富連合会
- 住吉会 住吉一家 馬橋七代目 柏靖会
- 住吉会 幸平一家 八幸総業
- 稲川会 六代目箱屋一家
- 六代目山口組 三代目一会
- 住吉会 住吉一家 滝野川八代目 橋本組
- 波谷組
- 神戸山口組 英組
- 六代目山口組 浜尾組
- 六代目山口組 二代目黒誠会 濱田組
- 住吉会 住吉一家 西海家 早坂会
- 六代目山口組 五代目早野会
- 稲川会 中島一家 秀友興業
- 住吉会 七代目日野一家
- 稲川会 十代目碑文谷一家
- 六代目山口組 平井一家
- 住吉会 平塚七代目
- 四代目福博会 二代目平野組
- 住吉会 廣瀬七代目
- 三代目俠道会 弘田組
- 中野会 弘田組
- 三代目山口組 福井組
- 六代目山口組 三代目弘道会 福島連合
- 四代目福博会
- 住吉会 三代目中村会 藤井組
- 三代目山口組 藤村組
- 六代目山口組 茶谷政一家 藤本組
- 三代目福博会 三代目双葉会
- 住吉会 初代府中一家
- 六代目山口組 二代目倉本組 二代目船本会
- 神戸山口組 古川組
- 六代目山口組 岸本組 二代目古庄組
- 六代目山口組 細川組
- 三代目山口組 細田組
- 住吉会 幸平一家 細田組
- 六代目山口組 四代目山健組 二代目北海道花田会
- 六代目山口組 堀内組
- 六代目山口組 堀組
- 六代目山口組 二代目小西一家 二代目堀政連合
- 六代目山口組 二代目弘道会 藤島組

## ま行
- 神戸山口組 誠会
- 神戸山口組 正木組
- 六代目山口組 三代目益田組
- 住吉会 大日本興行 増田組
- 沖縄旭琉会 又吉一家
- 六代目山口組 松岡組
- 六代目山口組 二代目弘道会 二代目髙山組 松隈組
- 神戸山口組 松下組
- 二代目松田組
- 松葉会
- 稲川会 堀井一家 松本組
- 極東会 松山連合会 松山一家
- 六代目山口組 二代目松山会
- 六代目山口組 二代目松山組
- 極東会 松山連合会
- 任侠山口組 三代目真鍋組
- 住吉会 七代目馬橋一家
- 住吉会 住吉一家 丸唐会
- 稲川会 三日月一家
- 六代目山口組 五代目山健組 七代目健竜会 三島組
- 六代目山口組 三代目益田組 水島組
- 六代目山口組 二代目弘道会 六代目水谷一家
- 住吉会 住吉一家 三鷹初代
- 沖縄旭琉会 湊一家
- 六代目山口組 三代目南一家
- 住吉会 住吉一家 武蔵屋十代目
- 浪川会 村上一家
- 浪川会 村上組
- 住吉会 住吉一家 大日本興行 村田組
- 二代目松田組 村田組
- 六代目山口組 名神会
- 明友会
- 神戸山口組 毛利組
- 五代目山口組 尾崎組 六代目森会
- 稲川会 森田一家
- 六代目山口組 森田組
- 六代目山口組 二代目弘道会 三代目司興業 森弘組
- 五代目山口組 盛政組

## や行
- 六代目山口組 四代目吉川組
- 六代目山口組 二代目古川組 八木組
- 稲川会 八木田一家
- 六代目山口組 二代目矢嶋組
- 住吉会 家根弥八代目
- 住吉会 幸平一家 矢野睦会
- 住吉会 親和会 矢畑五代目
- 六代目山口組 三代目誠友会 二代目山勝会
- 住吉会 大日本興行 山川二代目
- 稲川会 二代目山川一家
- 神戸山口組 山川組
- 稲川会 七代目三本杉一家 山岸組
- 六代目山口組
- 神戸山口組 山健組
- 六代目山口組 山田組
- 六代目山口組 二代目倉本組 倭会
- 住吉会 親和会 大和屋六代目
- 稲川会 山梨一家
- 山野会
- 沖縄旭琉会 山久一家
- 住吉会 幸平一家 山本組
- 沖縄旭琉会 優心一家
- 神戸山口組 雄成会
- 稲川会 裕統一家
- 稲川会 横須賀一家
- 寄居宗家

## ら行
- 六代目山口組 二代目良知組
- 沖縄旭琉会 龍神一家
- 住吉会 住吉一家 領家六代目
- 六代目山口組 後藤組 良政会

## わ行
- 六代目山口組 二代目若林組
- 神戸山口組 五代目山健組 鷲坂組